# Socialismo moreno
Socialismo moreno é um termo amplo para o conjunto de doutrinas políticas do Partido Democrático Trabalhista (PDT) e teve como expoente quadros como João Goulart, Leonel Brizola, entre outros políticos, geralmente ligados ao PDT ou até ao PTB. O termo é constantemente usado no partido como sinônimo de trabalhismo, doutrina brasileira relacionada a Getúlio Vargas que defendia o nacionalismo, o desenvolvimentismo e o intervencionismo econômico. Para outros, o socialismo moreno é o socialismo democrático adaptado a realidade brasileira. O socialismo moreno como sinônimo de trabalhismo não busca abolir o capitalismo e a propriedade privada dos meios de produção, em vez disso defende uma economia mista onde a propriedade privada possui uma função social. Já como socialismo democrático, defende o cooperativismo e a autogestão como uma alternativa à gestão privada dos meios de produção.
É o socialismo que nós buscamos. A socialização das estruturas econômicas, porque nosso desenvolvimento só começará a existir quando for feito pelas mãos do nosso povo. (...) Com formas de gestão sociais das empresas, como o cooperativismo, as estruturas capitalistas de exploração tendem a desaparecer. A sociedade igualitária é o nosso objetivo final, que está lá na frente.— Leonel Brizola em entrevista a'O Globo, no Encontro dos Trabalhistas do Brasil com os Trabalhistas no Exílio, em junho de 1979

## Influências
O socialismo moreno recebeu diferentes influências para a sua constituição, desde quadros marxistas como Theotônio dos Santos e Vânia Bambirra até quadros próximos que se inspiravam na Doutrina Social da Igreja como Alberto Pasqualini e San Tiago Dantas. Darcy Ribeiro afirmava que o socialismo só é funcional se entender a realidade do povo brasileiro e aplicar ao socialismo dado as suas particularidades.
Alberto Pasqualini rejeitou o socialismo real e fez a defesa da economia de mercado, mas, inspirado pelo solidarismo católico, ainda que agnóstico na sua vida pública, considerou que todo lucro deve corresponder a um ganho social, chegando a utilizar o termo "capitalismo solidarista" como sinônimo de trabalhismo, que posteriormente foi definido como sinônimo de socialismo moreno pelo PDT. Pasqualini considerou a liberdade e a solidariedade os dois valores fundamentais de uma sociedade e enxergava a possibilidade de transformações sociais através da mudança de mentalidade, que seria possível pela política de educação pública de qualidade.